# Wellington (Kansas)
Wellington és una població dels Estats Units a l'estat de Kansas. Segons el cens del 2000 tenia 8.647 habitants.

## Demografia
Segons el cens del 2000, Wellington tenia 8.647 habitants, 3.422 habitatges, i 2.306 famílies. La densitat de població era de 590,9 habitants/km².
Dels 3.422 habitatges en un 32,9% hi vivien nens de menys de 18 anys, en un 53,1% hi vivien parelles casades, en un 9,9% dones solteres, i en un 32,6% no eren unitats familiars. En el 29,4% dels habitatges hi vivien persones soles el 14,4% de les quals corresponia a persones de 65 anys o més que vivien soles. El nombre mitjà de persones vivint en cada habitatge era de 2,47 i el nombre mitjà de persones que vivien en cada família era de 3,05.
Per edats la població es repartia de la següent manera: un 27,6% tenia menys de 18 anys, un 9% entre 18 i 24, un 25,6% entre 25 i 44, un 20,9% de 45 a 60 i un 16,9% 65 anys o més.
L'edat mediana era de 37 anys. Per cada 100 dones de 18 o més anys hi havia 90,7 homes.
La renda mediana per habitatge era de 35.410 $ i la renda mediana per família de 43.493 $. Els homes tenien una renda mediana de 34.368 $ mentre que les dones 22.254 $. La renda per capita de la població era de 16.790 $. Entorn del 8,9% de les famílies i l'11,5% de la població estaven per davall del llindar de pobresa.

## Poblacions més properes
El següent diagrama mostra les poblacions més properes.